# 杨、余、傅事件
杨、余、傅事件或杨余傅事件，是中国文化大革命时期1968年发生的一次事件，杨、余、傅指杨成武、余立金、傅崇碧，三人在事件中被撤职。

## 经过

### 导火索
1968年3月初，余立金秘书单世充的妻子縱素梅向空军党委办公室反映单世充与在《空军报》工作的杨毅（杨成武之女）之间有不正當關係:717。空军党委办公室主任王飞、副主任周宇驰与单世充谈话后将其软禁，并报告了空军司令吴法宪:718。对于此事件如何处理，杨成武、余立金和吴法宪发生矛盾:719-721。在此期间，南京军区司令员许世友向毛泽东打报告，称从“敌伪材料”中发现余立金是叛徒:720:554。

### 处理
吴法宪最终获得了林彪、叶群的支持，林彪让叶群向毛泽东汇报此事:554。毛泽东召开四次会议，最终于3月22日凌晨会上决定：杨成武停止工作，由黄永胜出任总参谋长:554；余立金因叛徒问题逮捕审查:720。杨、余二人处理方式确定后，江青提出北京卫戍区司令员傅崇碧与杨成武关系密切，且带人“冲击钓鱼台”，也应处理。毛泽东同意江青的看法，最终决定将傅崇碧调至沈阳军区任副司令员，由广州军区副司令员温玉成担任副总参谋长兼北京卫戍区司令员:722-723。
1968年3月22日，中共中央、国务院、中央军委、中央文革发布命令：
根据毛主席、林副主席的决定：
一、杨成武犯有极严重的错误，决定撤销其中国人民解放军代总参谋长的职务，并撤销其中央军委常委、军委秘书长、总参党委第一书记的职务；

二、余立金犯有极其严重的错误，又是叛徒，决定撤销其空军政治委员、空军党委第二书记的职务；

三、傅崇碧犯有严重错误，决定撤销其北京卫戍区司令员职务。

此令发至团级，传达到所有指战员。

中共中央    国务院

中央军委    中央文革

一九六八年三月二十二日
23日凌晨，余立金被诱至吴法宪家中，由杨德中带警卫逮捕，关入秦城监狱，其妻子陆力行也依照江青指示被逮捕:726。在周恩来指派下，李作鹏、邱会作、王新亭:556-558带领中央警卫团成员将杨成武从家中带至人民大会堂，由林彪宣布其“错误”。之后，林彪命令吴法宪派飞机将杨成武及家人送至武汉，由武汉军区看管。林彪、周恩来、陈伯达、江青等人一一同杨成武握手告别:722-723。傅崇碧被召至人民大会堂，林彪宣布命令：“决定傅崇碧同志任沈阳军区第一副司令；温玉成任副总长兼任卫戍区司令”。之后，由沈阳军区司令员陈锡联陪同，傅崇碧被送至沈阳:220-221。
3月24日晚，林彪和周恩来、陈伯达、康生、江青在人民大会堂会见了驻京军事机关、部队、院校的十四级（正团级）以上干部，林彪称:225：
最近从空军中发生了杨成武同余立金勾结，要篡夺空军的领导权，要打倒吴法宪；杨成武同傅崇碧勾结，要打倒谢富治；杨成武的个人野心，还想排挤许世友、排挤韩先楚、排挤黄永胜以及与他地位不相上下的人。中央在主席那里最近接连开会，开了四次会，主席亲自主持，会议决定撤销杨成武的代总长职务；要把余立金逮捕起来，法办！撤销北京的卫戍司令傅崇碧的职务。
——林彪
25日凌晨，毛泽东接见全体到会成员，以示对会议的支持。
3月25日，中共中央军委办事组改组，毛泽东等任命黄永胜、吴法宪任正、副组长。不久，毛泽东干脆决定中央军委常委不再开会，军委办事组实际等于取代了中央军委常委。

## 平反
九一三事件后，毛泽东称“此案处理可能有错，当时听了林彪一面之辞”。毛死后的1979年春，中共中央将事件定为“冤案”，彻底平反。

## 争论
杨、余、傅事件内情较为复杂、隐秘。一般认为杨成武女儿与余立金秘书的绯闻，不足以构成杨成武倒台的根本原因。邱会作认为杨成武倒台的关键在于其倒向了江青，使林彪不满:564。

## 延伸阅读
- 黄春光（黄永胜长子） 口述，米鹤都 整理，黄永胜任总参谋长期间的一些事，炎黄春秋2013年第9期 （页面存档备份，存于）